# Watauga (Texas)
Watauga és una població dels Estats Units a l'estat de Texas. Segons el cens del 2000 tenia 21.908 habitants.

## Demografia
Segons el cens del 2000, Watauga tenia 21.908 habitants, 7.145 habitatges, i 5.944 famílies. La densitat de població era de 2.028,5 habitants/km².
Dels 7.145 habitatges en un 49,7% hi vivien nens de menys de 18 anys, en un 68,8% hi vivien parelles casades, en un 10% dones solteres, i en un 16,8% no eren unitats familiars. En el 12,8% dels habitatges hi vivien persones soles el 2,7% de les quals corresponia a persones de 65 anys o més que vivien soles. El nombre mitjà de persones vivint en cada habitatge era de 3,04 i el nombre mitjà de persones que vivien en cada família era de 3,33.
Per edats la població es repartia de la següent manera: un 32,3% tenia menys de 18 anys, un 7,2% entre 18 i 24, un 36,5% entre 25 i 44, un 19,3% de 45 a 60 i un 4,7% 65 anys o més.
L'edat mitjana era de 32 anys. Per cada 100 dones de 18 o més anys hi havia 94,2 homes.
La renda mitjana per habitatge era de 56.751$ i la renda mitjana per família de 57.969$. Els homes tenien una renda mitjana de 40.468$ mentre que les dones 28.360$. La renda per capita de la població era de 19.872$. Aproximadament el 3,5% de les famílies i el 3,9% de la població estaven per davall del llindar de pobresa.

## Poblacions més properes
El següent diagrama mostra les poblacions més properes.